# 아말리아 빌헬미네 폰 브라운슈바이크뤼네부르크 공녀
브라운슈바이크-뤼네부르크의 빌헬미네 아말리에(Wilhelmine Amalie of Brunswick-Lüneburg, 1673년 4월 21일 ~ 1742년 4월 10일)는 신성 로마 제국의 황제 요제프 1세의 아내이다. 브라운슈바이크-뤼네부르크 공작 요한 프리드리히와 팔츠의 베네딕타 헨리에테의 딸이다. 그녀의 숙부는 하노버 선제후 에른스트 아우구스트로 그 아들인 조지 1세와는 사촌지간이다.
```
아말리에 빌헬미네는 
1699년
 요제프와 결혼했고 6년 뒤인 
1705년
 그가 신성 로마 제국의 황제로 즉위함에 따라 황후가 되었다. 남편과의 사이에 1남 2녀를 두었지만 아들 레오폴트 요제프는 어려서 죽었기 때문에 제위는 시동생 
카를 6세
가 이었다. 카를 6세 또한 아들을 두지 못해 장녀 
마리아 테레지아
가 상속자가 되었고 이로 인해 
오스트리아 왕위 계승 전쟁
이 일어났다.
```

## 자녀
- 마리아 요제파(1699~1755) 폴란드 왕비
- 레오폴트 요제프(1700~1701)
- 마리아 아말리아(1701~1756) 신성로마제국 황후

| 전임 팔츠노이부르크의 엘레오노레 막달레네 | 독일 왕비 헝가리 왕비 1699년 ~ 1743년 | 후임 브라운슈바이크볼펜뷔텔의 엘리자베트 크리스티네 |

| 전임 팔츠노이부르크의 엘레오노레 막달레네 | 신성로마황후 보헤미아 왕비 1705년 5월 5일 ~ 1711년 4월 17일 | 후임 브라운슈바이크볼펜뷔텔의 엘리자베트 크리스티네 |